# Selenopolje (Kaliningrad, Gurjewsk, Lugowoje)
Selenopolje (russisch Зеленополье, deutsch Borchersdorf) ist ein Ort in der russischen Oblast Kaliningrad (Gebiet um ehem. Königsberg). Er gehört zur kommunalen Selbstverwaltungseinheit Stadtkreis Gurjewsk im Rajon Gurjewsk.

## Geographische Lage
Das Dorf liegt im historischen Ostpreußen, etwa 14 Kilometer südöstlich der Stadt Kaliningrad (Königsberg). 

## Geschichte

Borchersdorf (Borchersdf.), südöstlich von Königsberg, auf einer Landkarte von 1910

Der ehedem Borchersdorf (vor 1481 Borghardsdorf, vor 1595 Burckhardsdorf) genannte Ort ist ein altes Kirchdorf. Im Jahre 1874 wurde das Dorf in den neu errichteten Amtsbezirk Friedrichstein (heute russisch: Kamenka) eingegliedert und gehörte zum Landkreis Königsberg (Preußen) im Regierungsbezirk Königsberg der preußischen Provinz Ostpreußen im Deutschen Reich.
Zum 14. Mai 1930 wurde die Region dahingehend neu strukturiert, dass man die drei Gemeinden Borchersdorf, Schönmohr (heute russisch: Partisanskoje) und Weißenstein (Marijskoje) zu einem neuen „Amtsbezirk Borchersdorf“ zusammenlegte. Er gehörte ebenfalls zum Landkreis Königsberg, bis dieser 1939 im Landkreis Samland aufging.
Nach dem Zweiten Weltkrieg wurde das nördliche Ostpreußen und mit ihm Borchersdorf von der Sowjetunion unter eigene Verwaltung gestellt. Der Ort erhielt im Juni 1947 den russischen Namen Selenopolje und wurde gleichzeitig Sitz eines Dorfsowjets, der sich seit Juli 1947 im Rajon Kaliningrad befand. Seit etwa 1965 bestand dieser Dorfsowjet mit Sitz in Lugowoje im Rajon Gurjewsk. Von 2008 bis 2013 gehörte Selenopolje zur Landgemeinde Lugowskoje selskoje posselenije und seither zum Stadtkreis Gurjewsk.

### Einwohnerentwicklung
| Jahr | Einwohner | Bemerkungen                        |
| ---- | --------- | ---------------------------------- |
| 1910 | 506       | Gutsbezirk: 333, Landgemeinde: 173 |
| 1933 | 588       |                                    |
| 1939 | 590       |                                    |
| 2002 | 246       |                                    |
| 2010 | 283       |                                    |

## Kirche

### Kirchengebäude

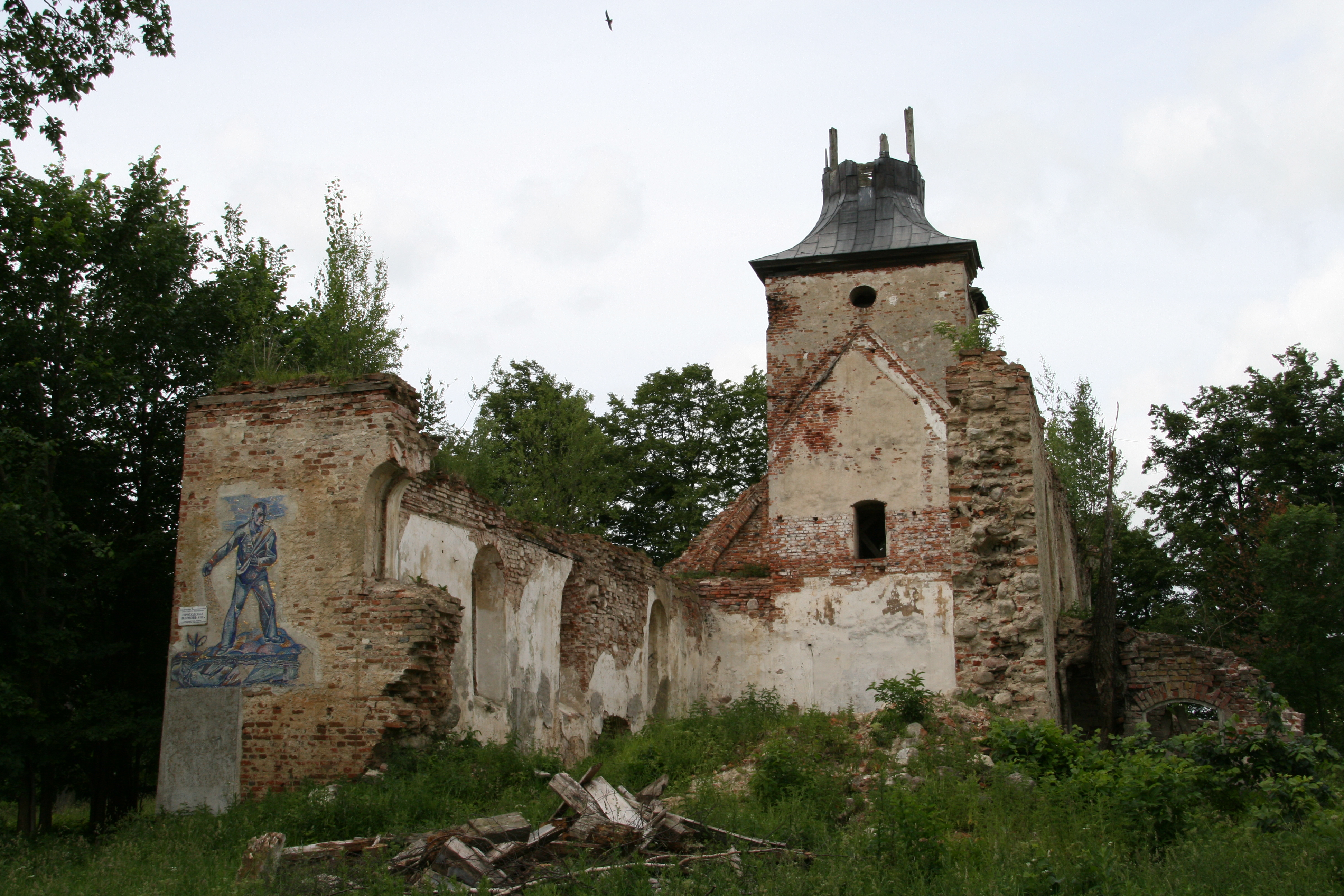
Kirchenruine im Sommer 2011

Eine Kirche ist in Borchersdorf erstmals in der Ordenszeit 1481 dokumentiert. Das Gebäude wurde im Laufe der Jahre baufällig und wurde durch eine neue Kirche im Jahre 1735 ersetzt. Es handelte sich um einen schlichten Bau mit Turm ohne Chor. Nach erneuter Baufälligkeit erhielt er zwischen 1807 und 1814 eine Grundinstandsetzung.
Bei den Kämpfen im Zweiten Weltkrieg wurde der Turmhelm 1944/45 zerstört und die Südmauer durch Artilleriefeuer beschädigt. Hier klafft jetzt ein großes Loch in der Wand. Die südliche Vorhalle ist verschwunden, der nördliche Anbau verfällt, das Dach des Kirchenschiffs ist eingefallen. Nutzte eine Kolchose das Kirchengebäude nach 1945 noch als Lager, so ist es heute nicht mehr zu benutzen.

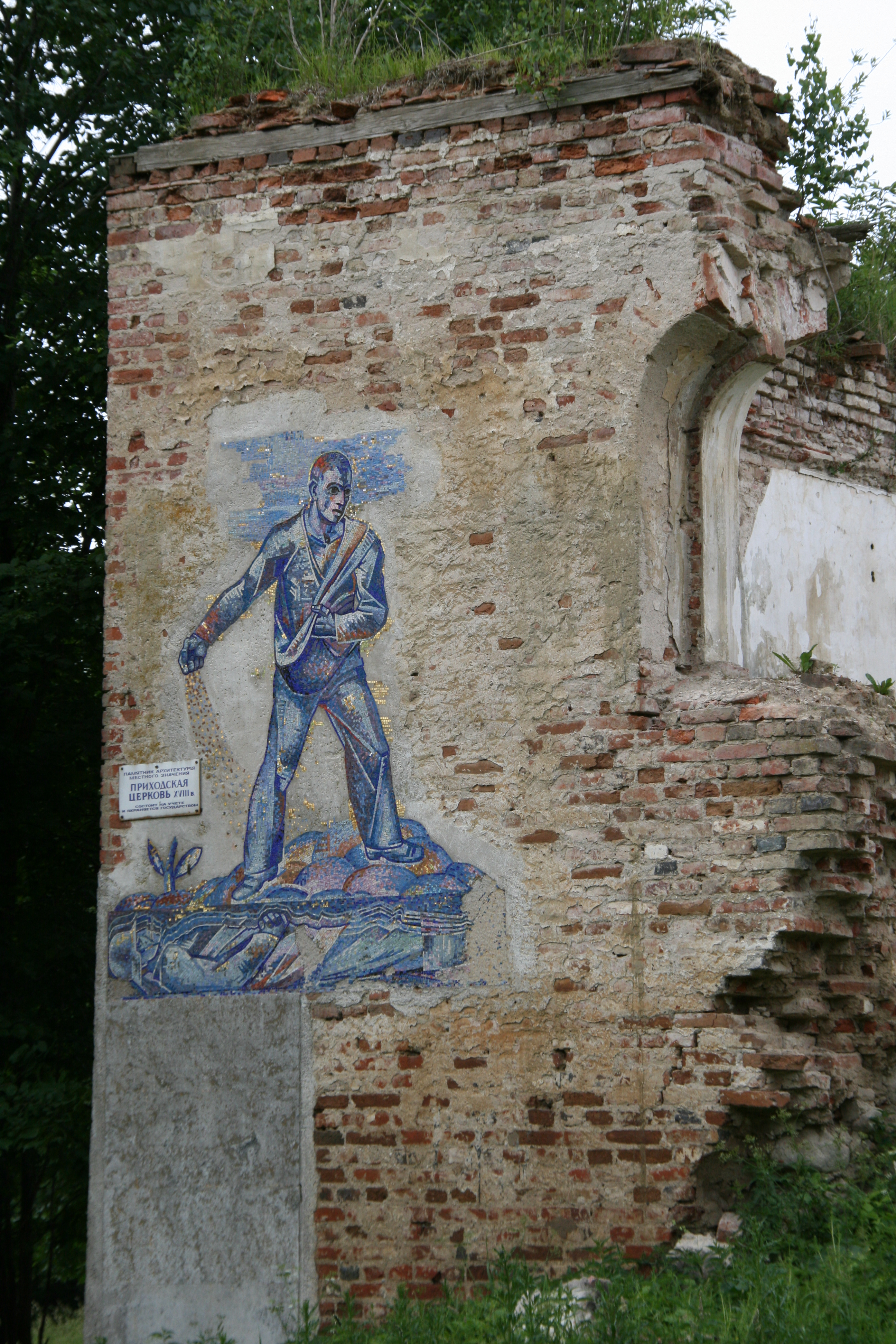
Wandmosaik (Juni 2011)

An der Ostwand befindet sich noch heute das Wandmosaik mit dem überlebensgroßen Sämann auf einem Acker, der mit schwingendem Arm das Korn für die nächste Aussaat streut. Es wurde nach dem Ersten Weltkrieg von Heinrich Graf Dönhoff als Gefallenen-Ehrenmal gestiftet. Die Tafel mit den Namen der Gefallenen ist nicht mehr lesbar.
Eine der beiden früheren Kirchenglocken hat den Krieg auf dem Glockenfriedhof in Hamburg überlebt und läutet seit 1952 neben einer anderen Glocke aus Turheim in Schlesien in der evangelischen Christuskirche von Trostberg in Oberbayern, einem Neubau von 1951. Auf dieser Glocke ist noch erkennbar, dass die Heilige Katharina die Namenspatronin der vorreformatorischen Kirche von Borchersdorf war.

### Kirchengemeinde
Bereits in vorreformatorischer Zeit war Borchersdorf ein Kirchdorf. Bis zum Ende des 16. Jahrhunderts war Löwenhagen (heute russisch: Komsomolsk) eine Filialkirche zu Borchersdorf. Ursprünglich der Inspektion des Oberhofspredigers in Königsberg (Preußen) (Kaliningrad) zugeordnet, gehörte das mehrheitlich evangelische Kirchspiel Borchersdorf bis 1945 zum Kirchenkreis Königsberg-Land I innerhalb der Kirchenprovinz Ostpreußen der Kirche der Altpreußischen Union.
Heute liegt Selenopolje im Einzugsgebiet der evangelisch-lutherischen Auferstehungskirche in Kaliningrad (Königsberg). Sie gehört zur neugebildeten Propstei Kaliningrad der Evangelisch-lutherischen Kirche Europäisches Russland (ELKER).

### Kirchspielorte (bis 1945)
Zum Kirchspiel Borchersdorf gehörten bis 1945 außer dem Pfarrdorf noch folgende Orte:
| Deutscher Name | Russischer Name |  | Deutscher Name | Russischer Name |
| -------------- | --------------- |  | -------------- | --------------- |
| Fuchsberg      | Semjonowo       |  | Schanwitz      | Koslowka        |
| Lottinenhof    |                 |  | Schönmohr      | Partisanskoje   |
| Marienhagen    | Semjonowo       |  | Schönwiese     |                 |
| Pilzenkrug     |                 |  | Wehnenfeld     | Chrabroje       |
|                |                 |  | Weißenstein    | Marijskoje      |

### Pfarrer (bis 1945)
Von der Reformation bis 1945 amtierten in Borchersdorf 32 evangelische Geistliche:
- Simon Alector, bis 1541
- Bartholomäus Luthermann, 1544–1545
- Jeremias Mennich, 1579/1608
- Matthias Rese, 1607
- Heinrich Frischeintz, 1608
- Christoph Brandt, bis 1612
- Matthias Mesemann, 1612–1622
- Lucas Bilang, 1622–1631
- Wilhelm Schultz, bis 1627
- Heinrich Damerow, 1628–1635
- Christoph Zecherus, 1635–1639
- Adrian Bergovius, ab 1639
- Melchior Feyerabend, bis 1651
- Christoph Quandt, 1651–1702
- Theordor Rodemann, 1702–1709
- Johann Friedrich Dingen, 1709–1718
- Johann Grunau, 1718–1734
- Christian Henckendorf, 1735–1772
- Otto Ferdinand Hoffmann, 1773–1781
- Friedrich Wilhelm Georgesohn, 1782–1811
- Johann Albrecht Guttowski, 1795–1798
- Ernst Gottfried A. Böckel, 1808–1809
- August Wilhelm Keber, 1811–1814
- Johann G.F.H. Diestel, 1814–1818
- Georg Friedrich Cosack, 1819–1833
- Friedrich Eduard Sperling, 1833–1880
- Georg Schmidt, 1880–1886
- Paul Schwarck, 1886–1913
- Ernst Passauer, 1913–1926
- Erich Gollnick, 1927–1931
- Bernhard Gensch, 1932–1933
- Helmuth Ollesch, 1933–1945

### Kirchenbücher
Von den Kirchenbüchern Borchersdorfs haben den Krieg überdauert und werden heute im Evangelischen Zentralarchiv in Berlin-Kreuzberg aufbewahrt:
- Taufen: 1841 bis 1944
- Trauungen: 1841 bis 1944
- Beerdigungen: 1841 bis 1944
- Konfirmationen: 1913 bis 1944

Zum Teil liegen auch Namensverzeichnisse aus der Zeit ab 1800 vor. 

## Verkehr
Von Königsberg aus ist der Ort zu erreichen über die Regionalstraße 27A-083 (ex A196) in Richtung Prawdinsk (Friedland in Ostpreußen). Innerorts zweigt die Kommunalstraße 27K-078 in östliche Richtung nach Semjonowo (Fuchsberg) ab. 
Die nächste Bahnstation ist Lugowoje-Nowoje an der Bahnstrecke Kaliningrad–Tschernyschewskoje (Teilstück der ehemaligen Preußischen Ostbahn).